# Торпедолов

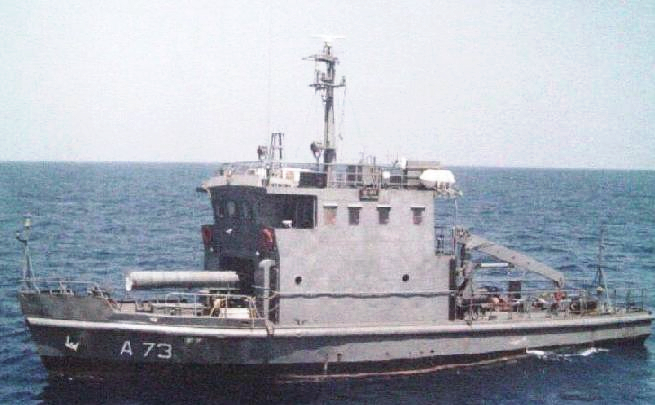
Катер-торпедолов «А73» проекта «Astravahini» Военно-морского флота Индии. 2014 год

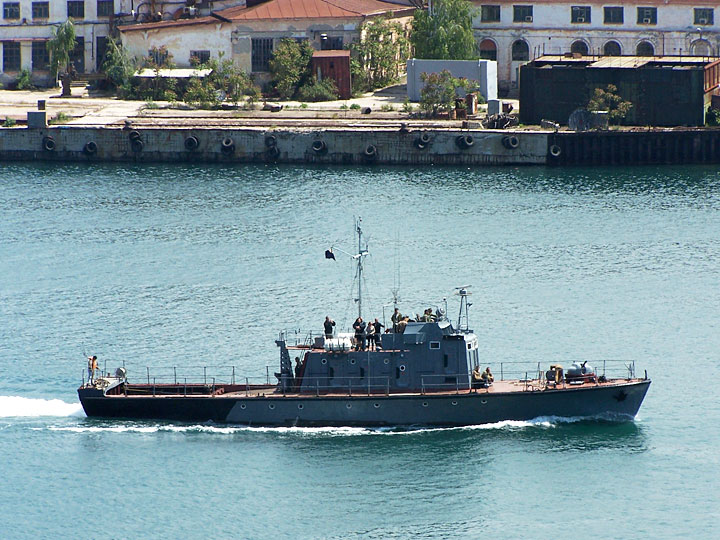
Катер-торпедолов «ТЛ-997» проекта 368 Черноморского флота России. Севастополь, 2008 год

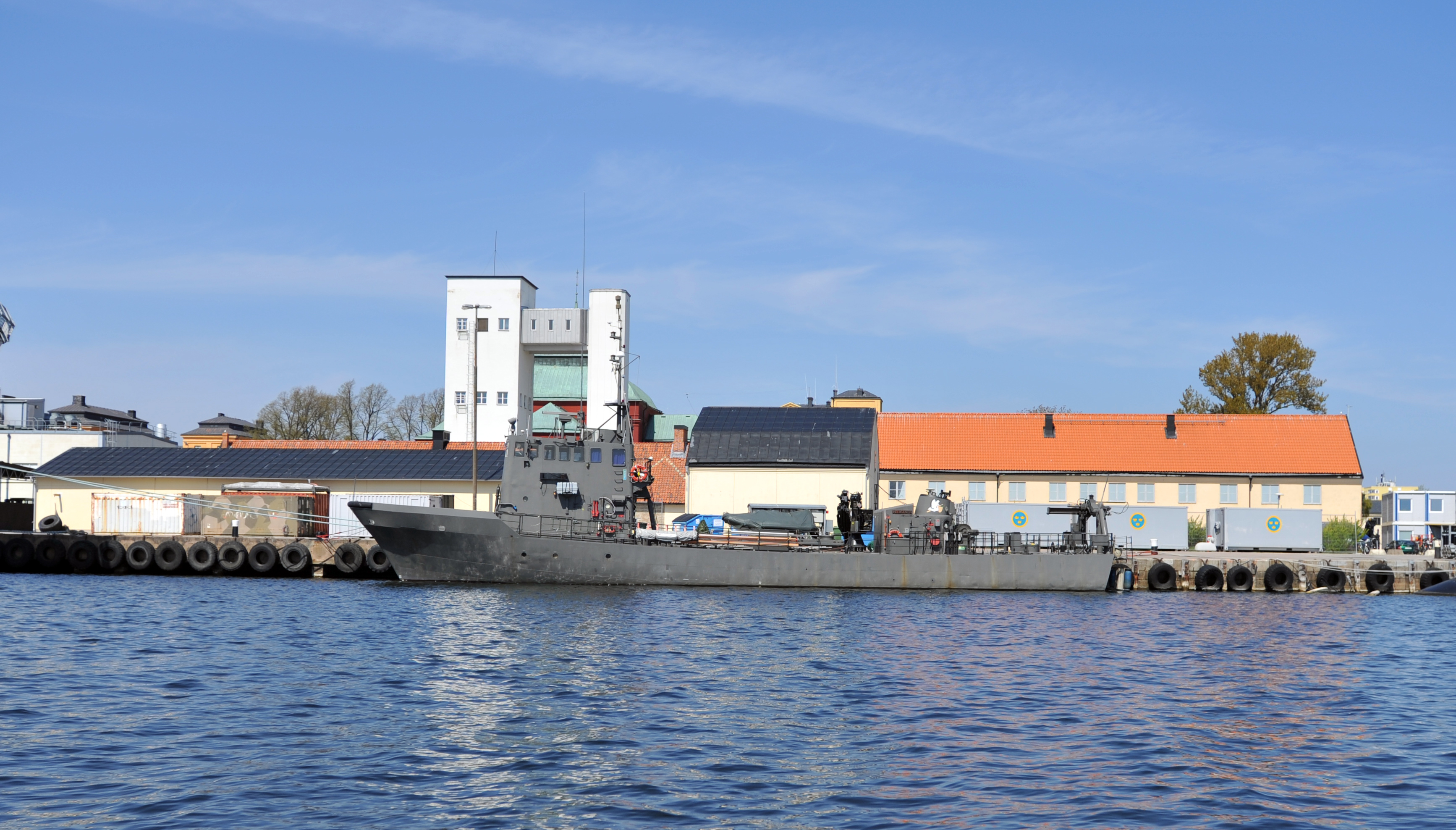
Катер-торпедолов проекта «Pelican» (A247) Военно-морского флота Швеции. 2011 год

Торпедолов — вспомогательное судно, катер служащий для поиска и подъёма практических торпед, выпущенных на учениях кораблями и торпедными катерами.

## Причина создания
Торпеда является сложным техническим изделием с высокой себестоимостью изготовления. Так, стоимость выстрела современных практических торпед американского производства Mk46 и Mk50 с последующим извлечением её из воды, оцениваются специалистами соответственно в 12 000 и 53 000 американских долларов.
В связи с этим осуществление учебных торпедных стрельб влечёт за собой большие материальные затраты. В СССР, как и в странах НАТО, решили данную проблему использованием торпед без боевого заряда, которые после проведения стрельб обнаруживались экипажами вспомогательных судов, извлекались из воды и доставлялись на берег для зарядки топливом и подготовкой к очередным стрельбам. При этом вопрос извлечения торпед из воды в самых сложных природных условиях не является препятствием для его осуществления. К примеру, в 2003 году в ходе арктических учений ICEX-2003 атомная подводная лодка «Коннектикут» в течение двух недель выпустила 18 торпед, которые впоследствии были извлечены из-подо льда.
Для осуществления учебных торпедных стрельб в военно-морском флоте используются так называемые практические торпеды. В практической торпеде вместо боевого заряда помещается так называемый практический отсек с устройствами, позволяющими отследить траекторию движения и местонахождение торпеды, а также предоставляющими необходимую информацию об эффективности её действия и позволяющими производить повторные стрельбы после переподготовки. Практическая торпеда позволяет многократное её использование в учебных целях, что существенно отражается на расходах по проведению учебных торпедных стрельб. Положительная плавучесть у некоторых типов торпед может обеспечиваться неполной заправкой топливного резервуара.
Помимо экономии средств, извлечение практической торпеды из воды необходимо для обеспечения секретности военных разработок, дабы исключить попадание торпеды в руки вероятного противника.

## Торпедоловы ВМФ СССР
Для обеспечения торпедных стрельб с 1960 по 1977 годы для ВМФ СССР было построено около 100 единиц катеров-торпедоловов проекта 368.
В период с 1978 по 1984 год были построены более 20 единиц катеров-торпедоловов проекта 1388. Оба проекта оснащены двумя дизель-генераторными установками.
| тип         | водоизмещение стандартное (полное) тонн | длина метр | ширина метр | полная осадка метр | скорость полного хода узлов | дальность плавания миль | мощность двигателя л. с. | экипаж чел. | автономность суток | РЛС       |
| ----------- | --------------------------------------- | ---------- | ----------- | ------------------ | --------------------------- | ----------------------- | ------------------------ | ----------- | ------------------ | --------- |
| проект 368  | 82 (93)                                 | 29,6       | 5,98        | 1,56               | 21,5                        | 550                     | 2 400                    | 15          | 5                  | «Донец-2» |
| проект 1388 | 270 (310)                               | 46…48,6    | 6…6,2       | 2…2,22             | 30                          | 1 110…1 250             | 10 000                   | 20          | 10                 | «Кивач»   |

Для выемки практической торпеды, остающейся на плаву, катер-торпедолов подплывает к ней кормой. На корме катера имеется отверстие (клюз), через которое торпеда затаскивается лебёдкой на наклонный участок палубы в кормовой части.